# Marie Orleánská
Marie Orleánská (Marie Amélie Françoise Hélène; 13. ledna 1865 – 4. prosince 1909) byla francouzská princezna a sňatkem s princem Valdemarem dánská princezna.

## Život

### Původ
Marie se narodila jako nejstarší potomek vévody Roberta Bourbonsko-Orleánského a jeho manželky, princezny Františky Orleánské. Její otec byl druhým synem Ferdinanda Filipa Orleánského a Heleny Meklenbursko-Schwerinské. Františka byla dcerou Františka Ferdinanda Orleánského a Františky Karolíny Portugalské.
Narodila se v době, kdy ve Francii vládl rival jejich rodiny, Napoleon III. Vyrůstala v Anglii, kam její rodina v roce 1848 odešla. V roce 1871 se po Napoleonově pádu s rodinou do Francie vrátila. Určila se za "buržoazii".

### Manželství
Po získání papežského souhlasu se Marie provdala za prince Valdemara, nejmladšího syna dánského krále Kristiána IX. 20. října 1885 se v Paříži konal občanský sňatek a o dva dny později církevní obřad v Château d'Eu. Ona zůstala Katoličkou, on Luteránem. Dodržovali dynastické uspořádání, které je obvykle za takových okolností stanoveno v manželské smlouvě: synové byli vychováváni ve víře svého otce, dcery ve víře své matky.
Pár se usadil v paláci Bernstorff u Kodaně, v němž se Valdemar narodil. Do roku 1883 tam žil se svým synovcem Jiřím Řeckým a Dánským, mladším synem jeho staršího bratra Viléma, který se stal v roce 1863 králem Helénů jako Jiří I. Král vzal chlapce do Dánska, aby ho zapsal do dánského námořnictva a svěřil ho do péče svého bratra Valdemara, který byl admirálem v dánské flotile.
Jiří se cítil otcem opuštěný, jeho snoubenka, Marie Bonapartová, uvedla, že měl poté Jiří hlubokou vazbu se svým strýcem.
V roce 1907, když Jiří přivedl svou nevěstu do Bernstorffu na první rodinnou návštěvu, se Marie Orleánská snažila Marii Bonapartové vysvětlit intimitu, která sjednotila strýce a synovce tak hluboce, že na konci každé Jiřího návštěvy, by plakal, Valdemar by se cítil nemocný a tak se ženy naučily být trpělivé a neohrožovat soukromé chvíle jejich manželů.
Při této i dalších návštěvách se stala princezna Bonapartová velkou obdivovatelkou princezny v Orleansu a dospěla k závěru, že je jediným členem její velké rodiny v Dánsku a Řecku, který je obdařen mozkem, kuráží nebo charakterem. Během první z těchto návštěv Valdemar a Marie Bonapartová zjistili, že se dopouští takových vášnivých důvěrností, se kterými se těšila s manželem, jenž se jim ale jen zdánlivě těšil, seděl nebo ležel vedle své ženy a strýce. Při pozdější návštěvě se Jiřího manželka pokoušela o vášnivý flirt s princem Aagem, nejstarším Valdemarovým synem. V žádném případě se nezdá, že by Marie vznesla námitky nebo se cítila povinna věnovat věci pozornost.
Jiří si stěžoval na Marii své manželce, když tvrdil, že má vztah s urostlým strážcem jeho strýce. Také tvrdil, že Marie Orleánská pije příliš mnoho alkoholu a nedokáže skrýt jeho vliv. Ale Marie Bonapartová nenalezla na Marii Orleánské žádnou chybu; spíše obdivovala její toleranci a nezávislost vzhledem k okolnostem, které způsobily zmatek a její odcizení od manžela.

### Život a vliv
Marie byla popisována jako impulsivní, vtipná, energická a zavedla na ztuhlém dánském dvoře uvolněnější způsoby. Nikdy se úplně nenaučila Dánsky. Manželství bylo přátelské. Poskytla svým dětem uvolněnou výchovu, její záliba v umění a bohémské návyky ovládaly její domácnost. Byla neformální, ne snobská, věřila v sociální rovnost, vyjadřovala své vlastní názory a plnila své ceremoniální povinnosti nekonvenčním způsobem. Jednou napsala: "Věřím, že člověk bez ohledu na své postavení by měl být sám sebou" (1896). Líbilo se jí jezdit a řídit a byla známá svou elegancí. Byla oficiálním patronem hasičské brigády a nechala se fotografovat v uniformě hasičské brigády, která byla karikovaná, a jako podporu kariéry svého manžela jako námořníka měla na rameni vytetovanou kotvu. Jednou řekla o stížnostech na její nekonvenční chování: "Nechte je stěžovat, stejně jsem šťastná".
Požádala o povolení dvora, aby mohla opustit dům bez dvorní dámy a čas trávila především s umělci. Malovala a fotografovala a byla studentkou Otta Bacheho a Frantse Henningsena. Podílela se na výstavách v Charlottenborgu a byla členkou Dámské akademie umění.
Odmítla poslouchat královské ženy, aby se vzdala politiky. V roce 1886 Valdemar s jejím souhlasem odmítl bulharský trůn. Patřila k politické levici a podílela se na přesvědčení krále, aby souhlasil s reformami z roku 1901, což vedlo k jmenování vlády Venstre a de facto zavedení parlamentarismu. V roce 1902 odmítla myšlenku nabídnout Dánskou Západní Indii Spojeným státům. Sledovala také zájmy Francie: francouzský tisk věřil jejímu vlivu ve francouzsko-ruské alianci v roce 1894 a v uzavření míru ve francouzsko-německém koloniálním konfliktu nad Marokem v roce 1905. Pomáhala svému příteli, Hansi Nielsovi Andersenovi, zakladateli východní asijské společnosti, s kontakty v jeho záležitostech v Thajsku. V Dánsku byla oblíbenou osobou.
Mariin manžel a tři synové byli v Indii na cestě do Siamu, když obdrželi zprávu, že v Bernstorffu zemřela.

### Potomci
Marie měla s Valdemarem pět dětí:
- Aage z Rosenborgu (10. června 1887 – 19. února 1940), hrabě z Rosenborgu, ⚭ 1914 Matilda Calvi, hraběnka z Bergola (17. září 1885 – 16. října 1949), morganatické manželství
- Axel Dánský (12. srpna 1888 – 14. července 1964), ⚭ 1919 Markéta Švédská (25. června 1899 – 4. ledna 1977)
- Erik z Rosenborgu (8. listopadu 1890 – 10. září 1950), hrabě z Rosenborgu, ⚭ 1924 Lois Frances Boothová (8. srpna 1897 – 26. února 1941), morganatické manželství
- Viggo z Rosenborgu (25. prosince 1893 – 4. ledna 1970), hrabě z Rosenborgu, ⚭ 1924 Eleanor Margaret Greenová (5. listopadu 1895 – 3. července 1966), morganatické manželství
- Markéta Dánská (17. září 1895 – 18. září 1992), ⚭ 1921 René Bourbonsko-Parmský (17. října 1894 – 30. července 1962)

## Vývod z předků
|                 |                                          |  |                            |                                              |  |  |  |  |  |  |  | Ludvík Filip II. Orleánský |
|                 |                                          |  |                            |                                              |  |  |  |  |  |  |  |                            |
|                 | Ludvík Filip                             |  |                            |                                              |  |  |  |  |  |  |  |                            |
|                 |                                          |  |                            |                                              |  |  |  |  |  |  |  |                            |
|                 |                                          |  |                            | Luisa Marie Adelaida Bourbonská              |  |  |  |  |  |  |  |                            |
|                 |                                          |  |                            |                                              |  |  |  |  |  |  |  |                            |
|                 | Ferdinand Filip Orleánský                |  |                            |                                              |  |  |  |  |  |  |  |                            |
|                 |                                          |  |                            |                                              |  |  |  |  |  |  |  |                            |
|                 |                                          |  |                            | Ferdinand I. Neapolsko-Sicilský              |  |  |  |  |  |  |  |                            |
|                 |                                          |  |                            |                                              |  |  |  |  |  |  |  |                            |
|                 | Marie Amálie Neapolsko-Sicilská          |  |                            |                                              |  |  |  |  |  |  |  |                            |
|                 |                                          |  |                            |                                              |  |  |  |  |  |  |  |                            |
|                 |                                          |  |                            | Marie Karolína Habsbursko-Lotrinská          |  |  |  |  |  |  |  |                            |
|                 |                                          |  |                            |                                              |  |  |  |  |  |  |  |                            |
|                 | Robert Bourbonsko-Orleánský              |  |                            |                                              |  |  |  |  |  |  |  |                            |
|                 |                                          |  |                            |                                              |  |  |  |  |  |  |  |                            |
|                 |                                          |  |                            | Fridrich František I. Meklenbursko-Zvěřínský |  |  |  |  |  |  |  |                            |
|                 |                                          |  |                            |                                              |  |  |  |  |  |  |  |                            |
|                 | Fridrich Ludvík Meklenbursko-Zvěřínský   |  |                            |                                              |  |  |  |  |  |  |  |                            |
|                 |                                          |  |                            |                                              |  |  |  |  |  |  |  |                            |
|                 |                                          |  |                            | Luisa Sasko-Gothajsko-Altenburská            |  |  |  |  |  |  |  |                            |
|                 |                                          |  |                            |                                              |  |  |  |  |  |  |  |                            |
|                 | Helena Meklenbursko-Schwerinská          |  |                            |                                              |  |  |  |  |  |  |  |                            |
|                 |                                          |  |                            |                                              |  |  |  |  |  |  |  |                            |
|                 |                                          |  |                            | Karel August Sasko-Výmarsko-Eisenašský       |  |  |  |  |  |  |  |                            |
|                 |                                          |  |                            |                                              |  |  |  |  |  |  |  |                            |
|                 | Karolína Luisa Sasko-Výmarsko-Eisenašská |  |                            |                                              |  |  |  |  |  |  |  |                            |
|                 |                                          |  |                            |                                              |  |  |  |  |  |  |  |                            |
|                 |                                          |  |                            | Luisa Hesensko-Darmstadtská                  |  |  |  |  |  |  |  |                            |
|                 |                                          |  |                            |                                              |  |  |  |  |  |  |  |                            |
| Marie Orleánská |                                          |  |                            |                                              |  |  |  |  |  |  |  |                            |
|                 |                                          |  |                            |                                              |  |  |  |  |  |  |  |                            |
|                 |                                          |  | Ludvík Filip II. Orleánský |                                              |  |  |  |  |  |  |  |                            |
|                 |                                          |  |                            |                                              |  |  |  |  |  |  |  |                            |
|                 | Ludvík Filip                             |  |                            |                                              |  |  |  |  |  |  |  |                            |
|                 |                                          |  |                            |                                              |  |  |  |  |  |  |  |                            |
|                 |                                          |  |                            | Luisa Marie Adelaida Bourbonská              |  |  |  |  |  |  |  |                            |
|                 |                                          |  |                            |                                              |  |  |  |  |  |  |  |                            |
|                 | František Ferdinand Orleánský            |  |                            |                                              |  |  |  |  |  |  |  |                            |
|                 |                                          |  |                            |                                              |  |  |  |  |  |  |  |                            |
|                 |                                          |  |                            | Ferdinand I. Neapolsko-Sicilský              |  |  |  |  |  |  |  |                            |
|                 |                                          |  |                            |                                              |  |  |  |  |  |  |  |                            |
|                 | Marie Amálie Neapolsko-Sicilská          |  |                            |                                              |  |  |  |  |  |  |  |                            |
|                 |                                          |  |                            |                                              |  |  |  |  |  |  |  |                            |
|                 |                                          |  |                            | Marie Karolína Habsbursko-Lotrinská          |  |  |  |  |  |  |  |                            |
|                 |                                          |  |                            |                                              |  |  |  |  |  |  |  |                            |
|                 | Františka Orleánská                      |  |                            |                                              |  |  |  |  |  |  |  |                            |
|                 |                                          |  |                            |                                              |  |  |  |  |  |  |  |                            |
|                 |                                          |  |                            | Jan VI. Portugalský                          |  |  |  |  |  |  |  |                            |
|                 |                                          |  |                            |                                              |  |  |  |  |  |  |  |                            |
|                 | Petr I. Brazilský                        |  |                            |                                              |  |  |  |  |  |  |  |                            |
|                 |                                          |  |                            |                                              |  |  |  |  |  |  |  |                            |
|                 |                                          |  |                            | Šarlota Španělská                            |  |  |  |  |  |  |  |                            |
|                 |                                          |  |                            |                                              |  |  |  |  |  |  |  |                            |
|                 | Františka Karolína Portugalská           |  |                            |                                              |  |  |  |  |  |  |  |                            |
|                 |                                          |  |                            |                                              |  |  |  |  |  |  |  |                            |
|                 |                                          |  |                            | František I. Rakouský                        |  |  |  |  |  |  |  |                            |
|                 |                                          |  |                            |                                              |  |  |  |  |  |  |  |                            |
|                 | Marie Leopoldina Habsbursko-Lotrinská    |  |                            |                                              |  |  |  |  |  |  |  |                            |
|                 |                                          |  |                            |                                              |  |  |  |  |  |  |  |                            |
|                 |                                          |  |                            | Marie Tereza Neapolsko-Sicilská              |  |  |  |  |  |  |  |                            |
|                 |                                          |  |                            |                                              |  |  |  |  |  |  |  |                            |